# 圣弥额尔圣古都勒主教座堂
圣弥额尔圣古都勒主教座堂（英語：Cathedral of St. Michael and St. Gudula）坐落于比利時布鲁塞尔的特勒伦山（Treurenberg）上。
1047年，兰贝特二世在该教堂创立了参议会（chapter），并组织了圣古都勒遗物的转移，后者曾被放在圣热里岛（Saint Gaugericus Island）上的圣热里教堂（Saint Gaugericus Church）里。该教堂的主保圣人——总领天使弥额尔和殉道者圣古都勒，也是布鲁塞尔的主保圣人。
13世纪时，该主教座堂被翻新为哥特式。唱经楼在1226年至1276年间兴建。立面完成于15世纪中叶。
1516年，布拉班特公爵查理二世在布魯塞爾的聖彌額爾聖古都勒主教座堂登基成為西班牙國王。
在天主教梅赫伦-布鲁塞尔总教区，它是一座梅赫伦-布鲁塞尔总主教的总主教主教座堂，现在的总主教安德烈-约瑟夫·莱奥纳尔（André-Joseph Léonard）是比利时的首席主教。它由于位于国都，所以经常被用来举办全国性天主教典礼，如皇家婚礼或国葬。
南塔拥有皇家艾斯鲍茨铸钟厂（Royal Eijsbouts bell foundry）制造的49个钟的排钟，它经常被用于周日音乐会。

## 图片集

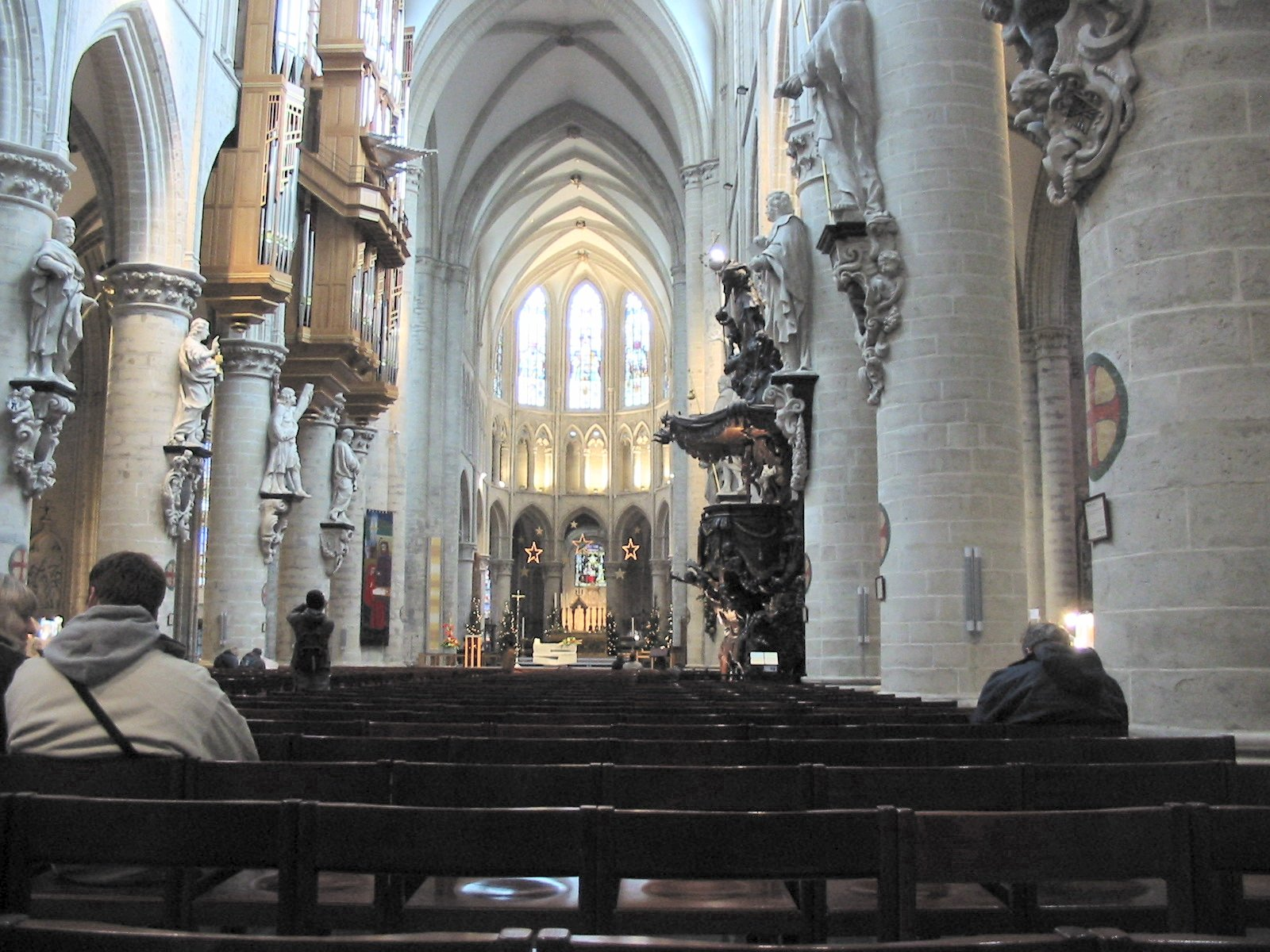
內景
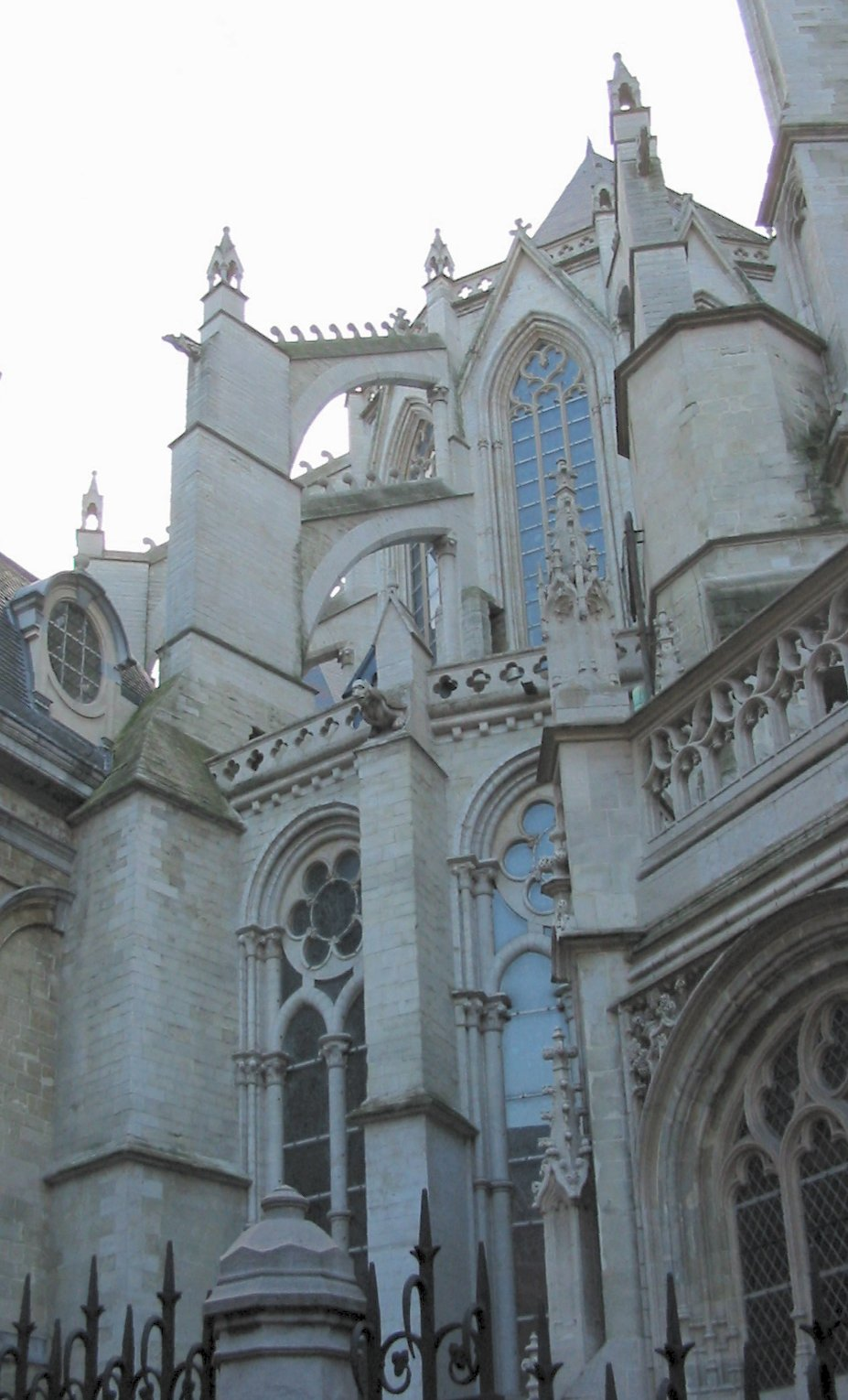
細節